# Тромбки-Великі (гміна)
Гміна Тромбкі-Вельке (пол. Gmina Trąbki Wielkie) — сільська гміна у північній Польщі. Належить до Ґданського повіту Поморського воєводства.
Станом на 31 грудня 2011 у гміні проживало 10587 осіб.

## Територія
Згідно з даними за 2007 рік площа гміни становила 162.62 км², у тому числі:
- орні землі: 59.00%
- ліси: 31.00%

Таким чином, площа гміни становить 20.50% площі повіту.

## Населення
Станом на 31 грудня 2011:
| Опис     | Загалом | Загалом | Чоловіки | Чоловіки | Жінки | Жінки |
| -------- | ------- | ------- | -------- | -------- | ----- | ----- |
| одиниця  | осіб    | %       | осіб     | %        | осіб  | %     |
| все      | 10587   | 100     | 5320     | 50.25    | 5267  | 49.75 |
| міське   | 0       | 100     | 0        |          | 0     |       |
| сільське | 10587   | 100     | 5320     | 50.25    | 5267  | 49.75 |

## Сусідні гміни
Гміна Тромбкі-Вельке межує з такими гмінами: Кольбуди, Прущ-Ґданський, Пшивідз, Пщулкі, Скаршеви, Тчев.